# Fábrica de Tabacos (La Coruña)
La Fábrica de Tabacos de La Coruña, también conocida como la Palloza, se creó siguiendo el modelo de Real Fábrica como Real Fábrica de Tabacos de La Coruña. Su arquitectura es de estilo neoclásico.

## Historia

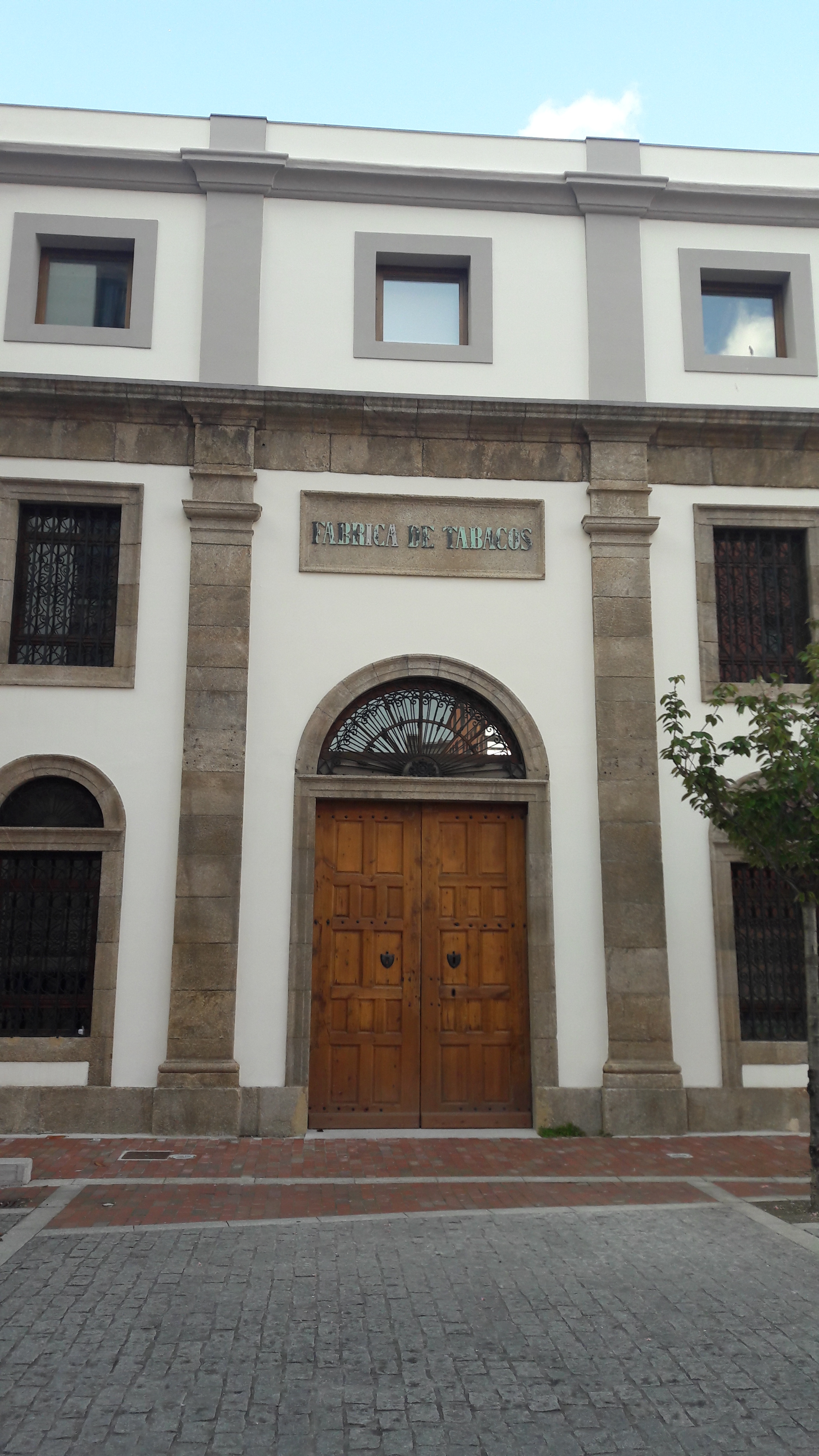
Antigua puerta principal de la Fábrica de Tabacos de La Coruña.

Fue inaugurada en 1804 albergando a 500 cigarreras de no más de 14 años de edad. Esta cifra creció hasta tener en plantilla a unas 1400 trabajadoras.
Los primeros conflictos que se registraron tuvieron lugar en 1831 y, el 7 de diciembre de 1857, tuvieron la primera huelga de mujeres en Galicia debido a las malas condiciones de trabajo y la mecanización de la fábrica dentro de la tendencia lúdica iniciada por los artesanos ingleses. 
Durante el siglo XIX se crearon diez fábricas de tabaco en España. La fábrica de La Coruña fue la segunda en ser creada y terminó siendo la más grande.
En 1999, Tabacalera se fusionó con la compañía francesa Seita dando origen a Altadis, que acordó cerrar la fábrica en diciembre de 2002.

## Edificio

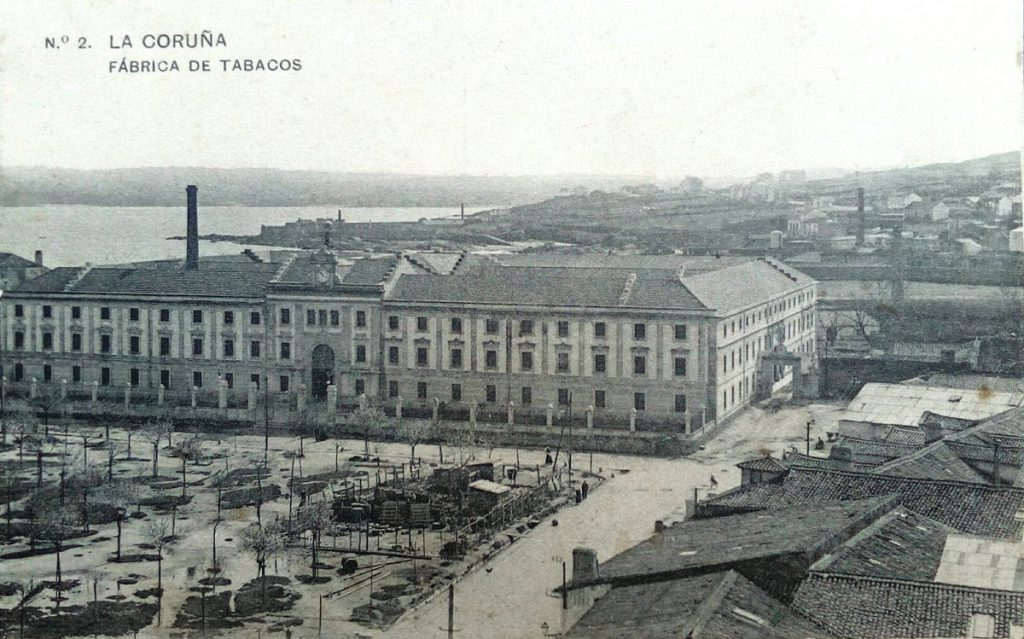
Fábrica de Tabacos de La Coruña en una imagen antigua.

La sede de la fábrica tiene su origen en los almacenes de los Mensajeros Marítimos instalados en 1764, adaptados como fábrica por el arquitecto Fernando Rodríguez Romay. En 1828 tuvo lugar la primera gran extensión, con la que se creó la nueva fábrica, cerrada y unida con la antigua en 1860. Después de varias ampliaciones posteriores, entre 1910 y 1925 se eliminaron algunas estructuras internas y se reformó la fachada de la Palloza, que se convirtió en la principal, siendo la antigua como fachada lateral, pero conservando el cartel. En 1911 se instaló el reloj, construido por la relojería Ungerer.
En 2014, las obras de remodelación comenzaron a convertir el edificio en una sede judicial. Las nuevas instalaciones se inauguraron el 31 de marzo de 2017 y albergan la Audiencia Provincial, la Fiscalía y el Tribunal de Menores, entre otras secciones.

## Cultura
La Fábrica de Tabacos de La Coruña fue el escenario de La Tribuna de la escritora coruñesa Emilia Pardo Bazán.
En 2010 se rodó en la fábrica, por entonces sin uso, el telefilme La condesa rebelde, sobre la vida de Emilia Pardo Bazán.